# Fore River Shipyard
Fore River Shipyard byla americká loděnice fungující v letech 1886–1986 v Quincy ve státě Massachusetts, patnáct mil jižně od Bostonu. Na vrcholu svého rozvoje to byla druhá největší americká loděnice. Založena byla jako Fore River Ship & Engine Company a roku 1913 se stala součástí koncernu Bethlehem Steel a její označení se změnilo na Bethlehem Fore River, později Bethlehem Quincy. Od roku 1963 byla součástí koncernu General Dynamics jako Quincy Shipbuilding Division. Činnost ukončila roku 1986. V areálu zaniklé loděnice se mimo jiné nachází United States Naval Shipbuilding Museum a vyřazený těžký křižník USS Salem (CA-139).

## Historie

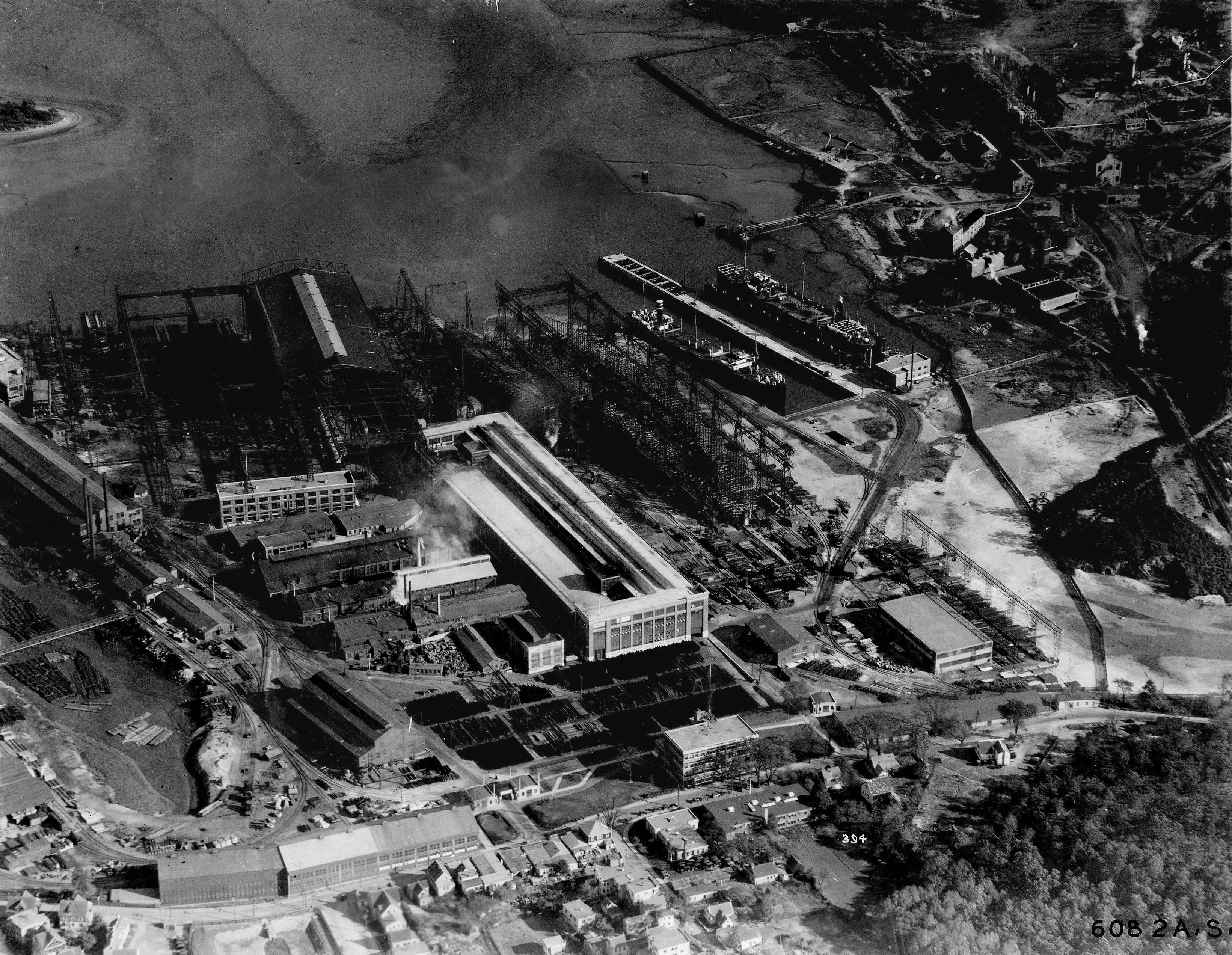
Letecký pohled na loděnici z roku 1921

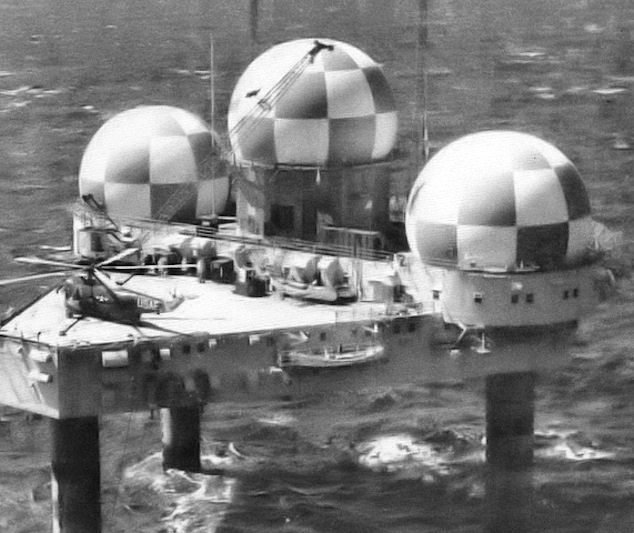
Radarová plošina Texas Tower 3

Historie loděnice sahá k farmě v East Braintree v Massachusetts, kterou zakoupil Thomas A. Watson s cílem vyrábět lodní pohony. Watson byl asistentem Alexandra Grahama Bella a svůj podnik financoval z prostředků získaných prodejem svého podílu ve společnosti Bell Telephone Company. Roku 1886 Watson založil společnost The Fore River Engine Company, při které vznikla loděnice. V té byly roku 1903 dokončeny dva torpédoborce třídy Lawrence, její první plavidla pro americké námořnictvo. V roce 1901 se loděnice přesunula do blízkého města Quincy (lokalita Quincy Neck) a svůj název upravila na The Fore River Ship & Engine Company. Zanedlouho získala zakázku na dvě bitevní lodě třídy Virginia, rozestavěné roku 1902 a dokončené roku 1906. První válečnou lodí dokončenou v Quincy byl chráněný křižník USS Des Moines (CL-15). Velkým přínosem byla spolupráce loděnice Fore River a společnosti Electric Boat Company, která byla předním dodavatelem ponorek, ale postrádala vlastní loděnice. Loděnice Fore River tak byla subdodavatelem mnoha jejích ponorek. Jejími prvními ponorkami byla pětice člunů Hollandovy konstrukce pro japonské námořnictvo. První ponorkou pro americké námořnictvo byla roku 1906 USS Octopus. Do roku 1922 loděnice Fore River postavila celkem 69 ponorek pro americké námořnictvo.
V roce 1913 loděnici koupil koncern Bethlehem Steel a stala se součástí Bethlehem Shipbuilding Corporation. Koncern za ni zaplatil 4,8 milionu dolarů. Označení loděnice se změnilo na Bethlehem Fore River a později Bethlehem Quincy. Za první světové války byla loděnice výrazně rozšířena, přičemž ještě provozovala nouzovou válečnou loděnici Bethlehem Squantum (Victory Destroyer Plant) ve Squantum Point, zaměřenou na stavbu torpédoborců. Mimo jiné dodala 71 torpédoborců, tedy víc než ostatní americké loděnice dohromady. Nejrychleji torpédoborec postavila za 174 pracovních dnů. Zajímavostí je, že od roku 1917 v loděnici pracoval Joseph Kennedy, zakladatel politické dynastie Kennedyů.
Ve 20. letech loděnice stavěla křižníky, torpédoborce, ponorky a dokonce roku 1921 rozestavěla velký bitevní křižník USS Lexington, dokončený roku 1928 jako letadlová loď USS Lexington (CV-2). Ve 30. letech se společnost potýkala s důsledky Velké hospodářské krize. Přežívala díky vojenským zakázkám z nichž největší představovala letadlová loď USS Wasp (CV-7). Kvůli nedostatku zakázek se věnovala i opravám plavidel. Počet zaměstnanců se snížil na pouhých 812 v roce 1931. Zlepšení nastalo na konci dekády v souvislosti s programem posílení námořnictva z roku 1938. Za druhé světové války byla loděnice rozšířena díky podpoře amerického námořnictva a provozovala i nouzovou pobočnou loděnici Bethlehem Hingham Shipyard, zaměřenou na eskortní torpédoborce a výsadková plavidla. V době útoku na Pearl Harbor v prosinci 1941 zaměstnávala 17 000 osob a roce 1943 v ní pracovalo rekordních 32 000 osob (včetně dvou tisíc žen). Od vstupu USA do války do jejího konce loděnice postavila 92 válečných lodí jedenácti typů, včetně bitevní lodě USS Massachusetts (BB-59), pěti letadlových lodí tříd Essex a série těžkých a lehkých křižníků. Za války v loděnici pracoval i James J. Kilroy, spojovaný se zlidovělým nápisem „Kilroy was here“.

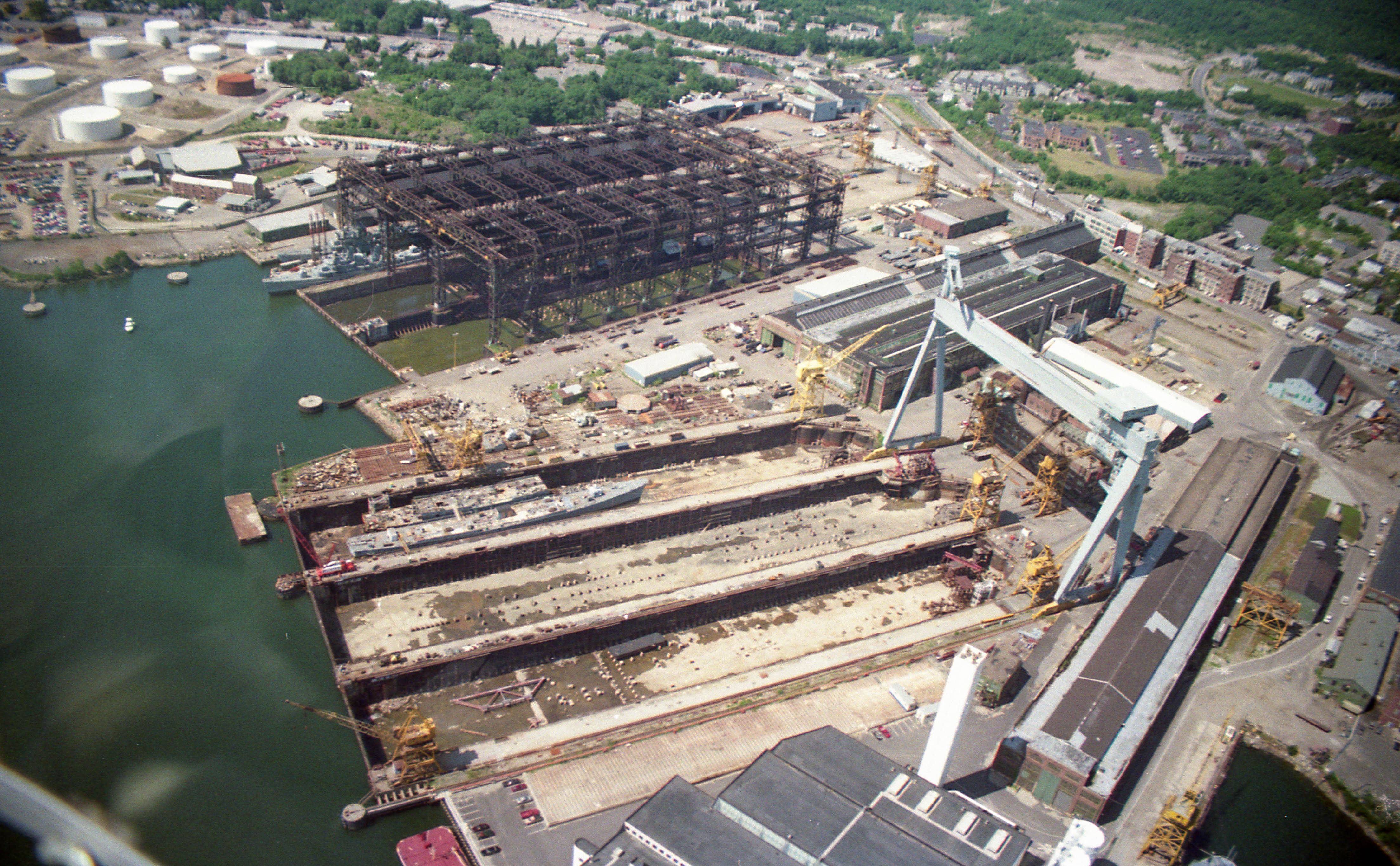
Zaniklá loděnice na snímku z roku 1993

V prvních poválečných letech loděnice dokončovala válečné zakázky, například těžké křižníky třídy Des Moines. I tyto programy však postihly poválečné škrty a zakázek znatelně ubylo. Například o stavbu letadlových lodí třídy Forrestal se loděnice ucházela neúspěšně. Přesto dodala řadu plavidel, včetně první amerických křižníků s jaderným pohonem USS Long Beach (CGN-9) a USS Bainbridge (CGN-25). Mezi neobvyklé zakázky patřily radarové mořské plošiny Texas Tower 2 a Texas Tower 3. Pokračovala i v práci pro civilní sektor, mimo jiné stavěla tankery pro řecké rejdaře. Civilních zakázek však ubývalo a ekonomicky se jí zcela nedařilo.
Roku 1963 ji proto vlastník prodal koncernu General Dynamics a jméno loděnice se změnilo na Quincy Shipbuilding Division. Nový vlastník investoval do modernizace loděnice, včetně instalace nového 1200tunového jeřábu Goliath. Pro civilní sektor dodala například sérii plavidel pro přepravu zkapalněného zemního plynu. Vojenským zakázkám vévodily dvě jaderné útočné ponorky třídy Sturgeon, jediné jaderné ponorky postavené touto loděnicí. Dále to byly například výsadkové lodě, muniční lodě, zásobovací tankery, nebo mateřské lodě ponorek. V roce 1981 však americká vláda ukončila přímou podporu loďařského sektoru, takže na globalizovaném trhu bylo stále těžší uspět a loděnice byly silně závislé na zakázkách z vojenského sektoru. Podepsalo se to i na Quincy Shipbuilding Division, která v roce 1986 ukončila provoz kvůli nedostatku zakázek. V té době měla ještě 7000 zaměstnanců. Vybavení loděnice bylo prodáno.
V roce 1993 v areálu otevřelo United States Naval Shipbuilding Museum a o rok později se jeho součástí stal i touto loděnicí postavený těžký křižník USS Salem (CA-139).
Roku 1997 areál získal start-up Massachusetts Heavy Industries s cílem obnovit v něm provoz, avšak v roce 1999 společnost zkrachovala. V lednu 2003 byl prodán v aukci prodejci ojetých automobilů za devět milionů dolarů, který začal s jeho likvidací.

## Plavidla (výběr)

### Letadlové lodě

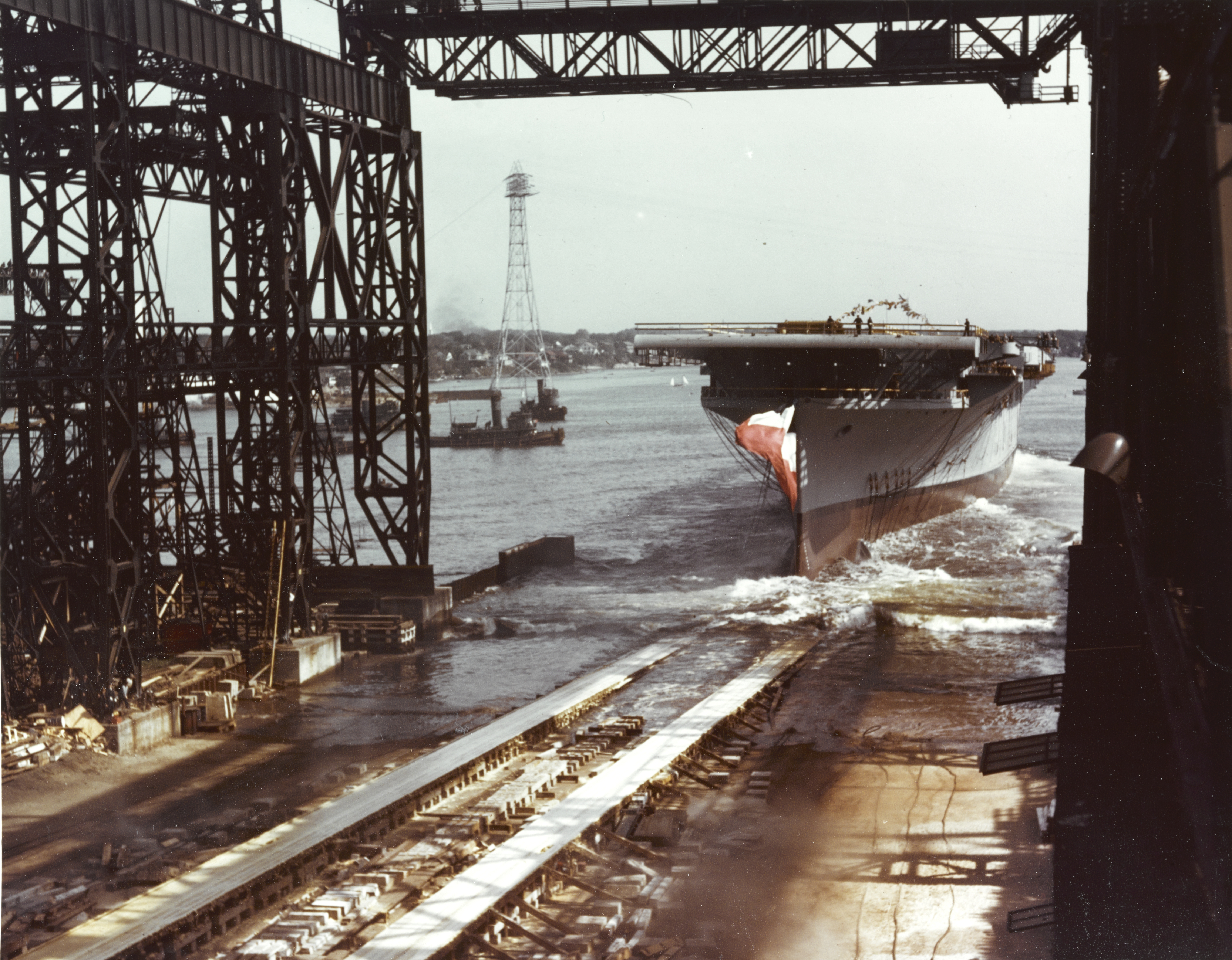
Spuštění letadlové lodě USS Lexington (CV-16)

- Třída Essex (5 ks)
- USS Wasp (CV-7)
- USS Lexington (CV-2)

### Bitevní lodě
- Třída South Dakota (1 ks)
- Třída South Dakota (1 ks, stavba zrušena)

- Třída Nevada (1 ks)
- Třída Rivadavia (1 ks) – Argentina
- Třída Delaware (1 ks)
- Třída Connecticut (1 ks)
- Třída Virginia (2 ks)

### Křižníky
- USS Bainbridge (CGN-25)
- USS Long Beach (CGN-9)

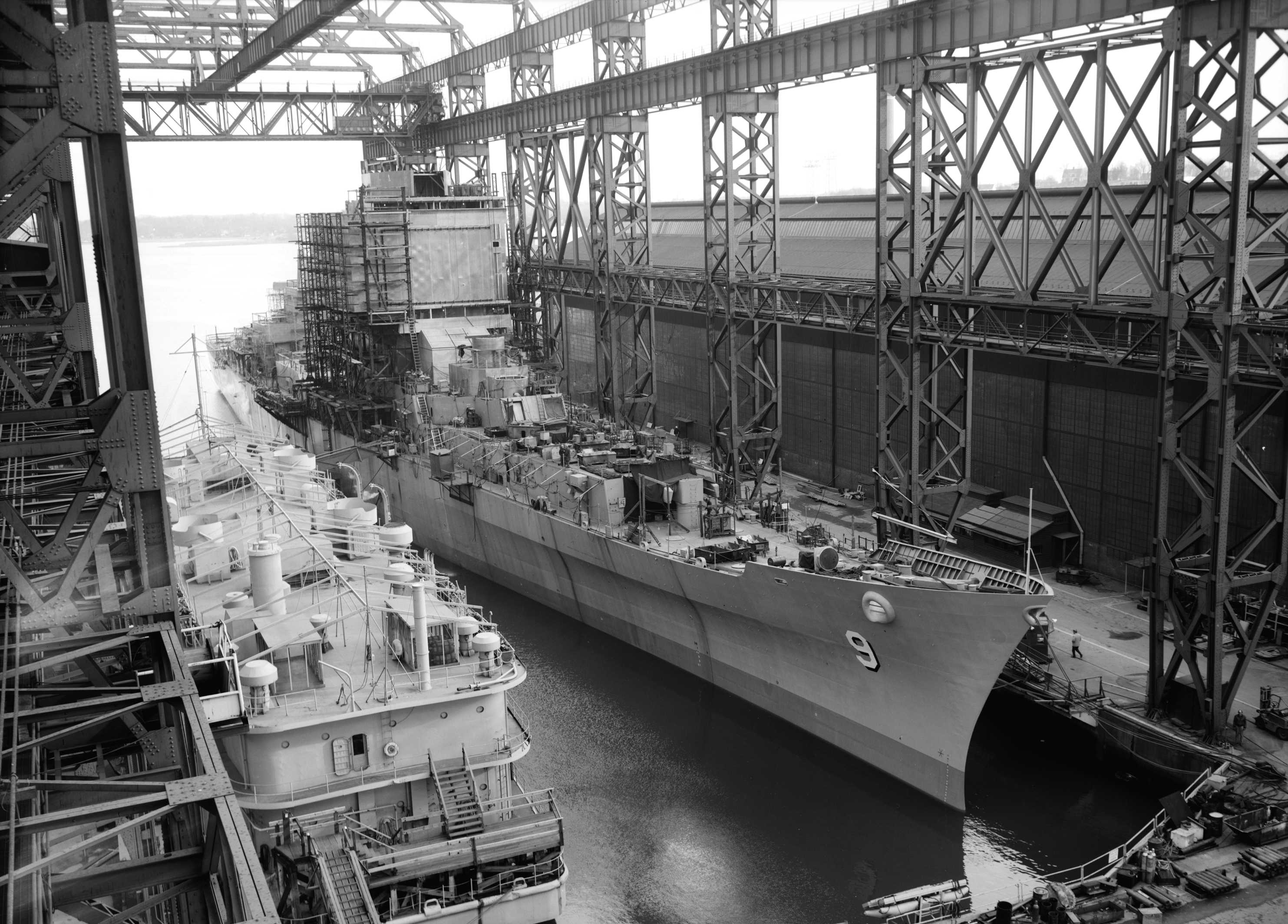
Spuštění prvního amerického křižníku s jaderným pohonem USS Long Beach (CGN-9)

- Třída Galveston (1 ks) – přestavba na raketový křižník
- Třída Des Moines (2 ks, u dalších 4 ks stavba zrušena)
- Třída Oregon City (4 ks, u dalších 4 ks stavba zrušena)
- Třída Baltimore (8 ks)
- Třída Cleveland (6 ks)
- Třída Atlanta (2 ks) – protiletadlový křižník
- Třída New Orleans (2 ks) – těžký křižník
- Třída Portland (1 ks) – těžký křižník
- Třída Northampton (1 ks) – těžký křižník
- Třída Omaha (2 ks) – lehký křižník
- Třída Lexington (1 ks) – bitevní křižník, dokončen jako letadlová loď
- Třída Chester (2 ks) – chráněný křižník
- Třída Denver (1 ks) – chráněný křižník

### Torpédoborce
- Třída Farragut (3 ks)
- Třída Forrest Sherman (5 ks)
- Třída Mitscher (2 ks)

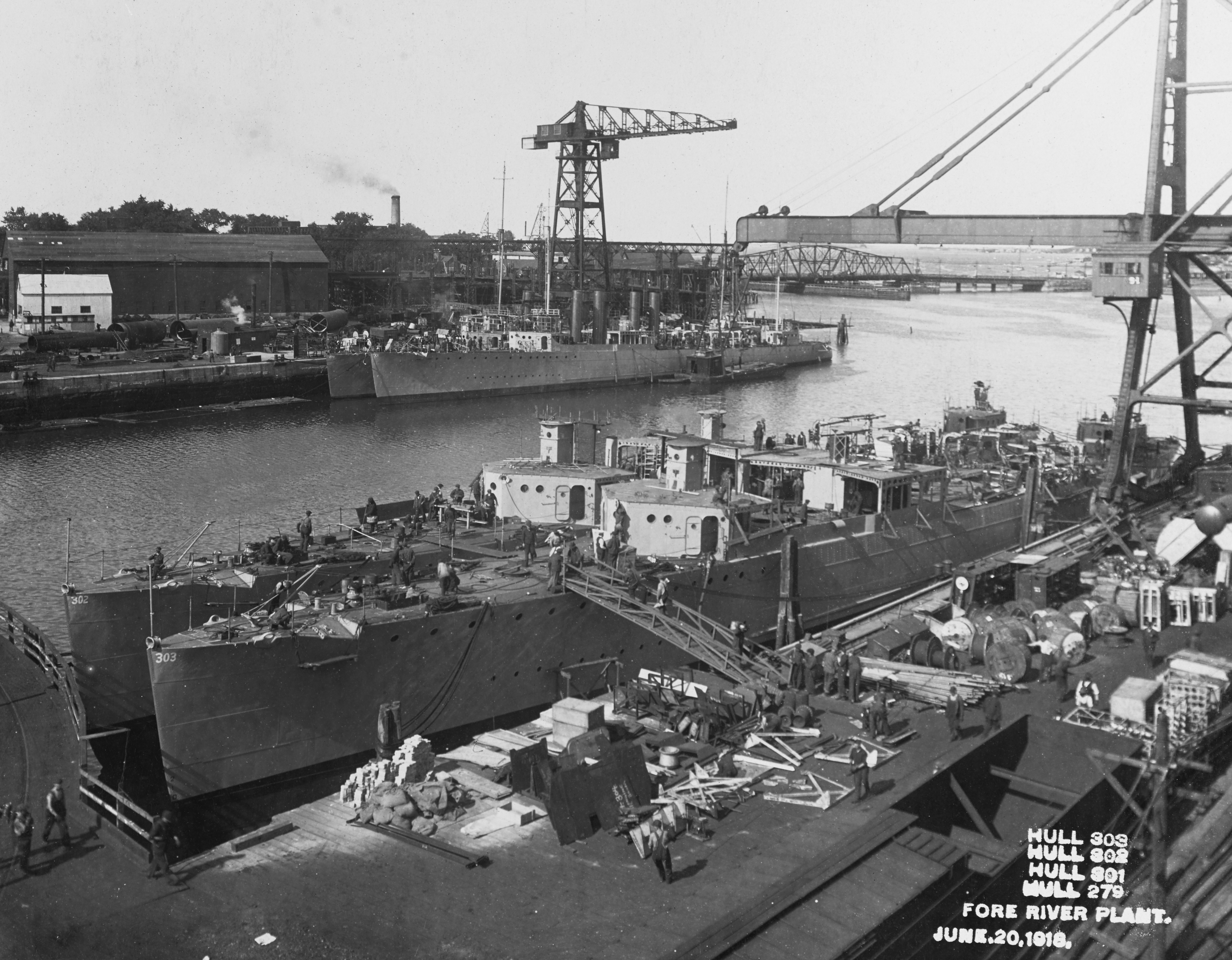
Rozestavěné torpédoborce USS Murray (DD-97), USS Stribling (DD-96), USS Bell (DD-95) a USS Dyer (DD-84) v roce 1918.

- Třída Rudderow (3 ks) – eskortní torpédoborec
- Třída Buckley (9 ks) – eskortní torpédoborec
- Třída Gearing (4 ks)
- Třída Benson (8 ks)
- Třída Gridley (2 ks)
- Třída Porter (4 ks)
- Třída Farragut (1 ks)
- Třída Clemson (10 ks + 35 ks v pobočce Victory Destroyer Plant)
- Třída Wickes (26 ks)
- Třída Sampson (2 ks)
- Třída Tucker (1 ks)
- Třída O'Brien (1 ks)
- Třída Cassin (1 ks)
- Třída Paulding (4 ks)
- Třída Lawrence (2 ks) – East Braintree Yard

### Ponorky

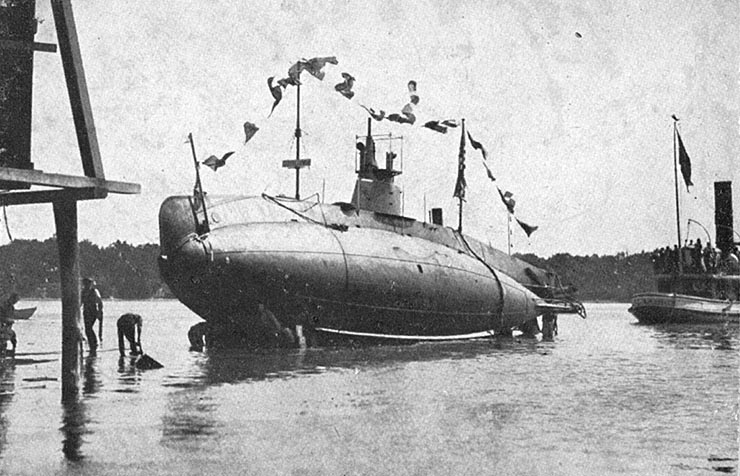
Spuštění ponorky USS C-1 (SS-9, ex Octopus) v roce 1906

- Třída Sturgeon (2 ks) – jaderná útočná
- Třída S (19 ks)
- Třída R (14 ks)
- Třída O (8 ks)
- Isaac Peral – Španělsko
- Třída AA-1 (3 ks)
- Třída H (10 ks) – Velká Británie
- USS M-1
- Třída L (7 ks)
- Třída K (4 ks)
- Třída E (2 ks)
- Třída D (3 ks)
- Třída C (5 ks)
- Třída B (3 ks)
- Typ 1 (5 ks) – Japonsko

### Pasažérské lodě

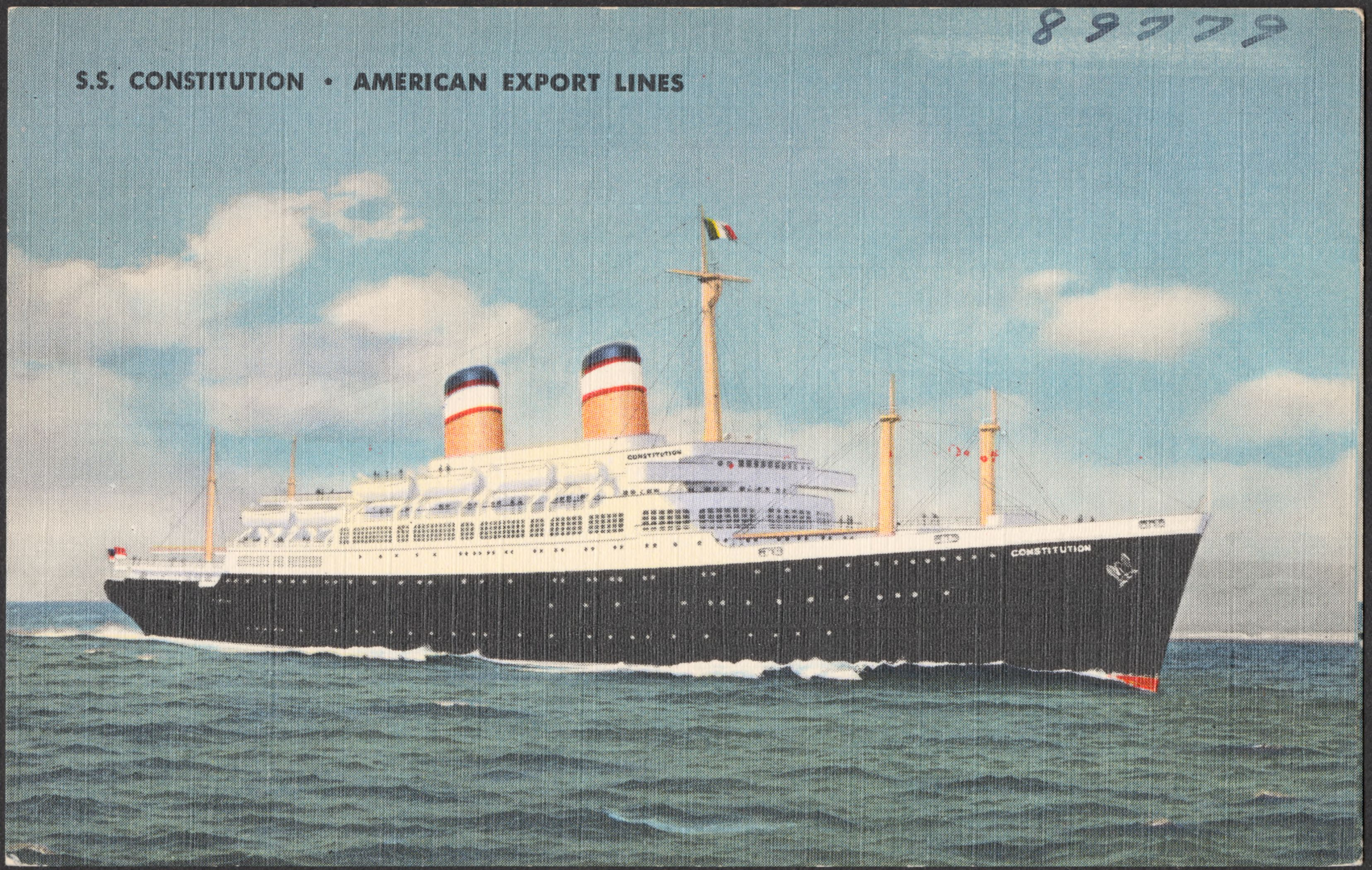
Pasažérská loď SS Constitution v 50. letech

- SS Mariposa (1931)
- SS Monterey
- SS Lurline (1932)
- SS Independence
- SS Constitution

### Ostatní

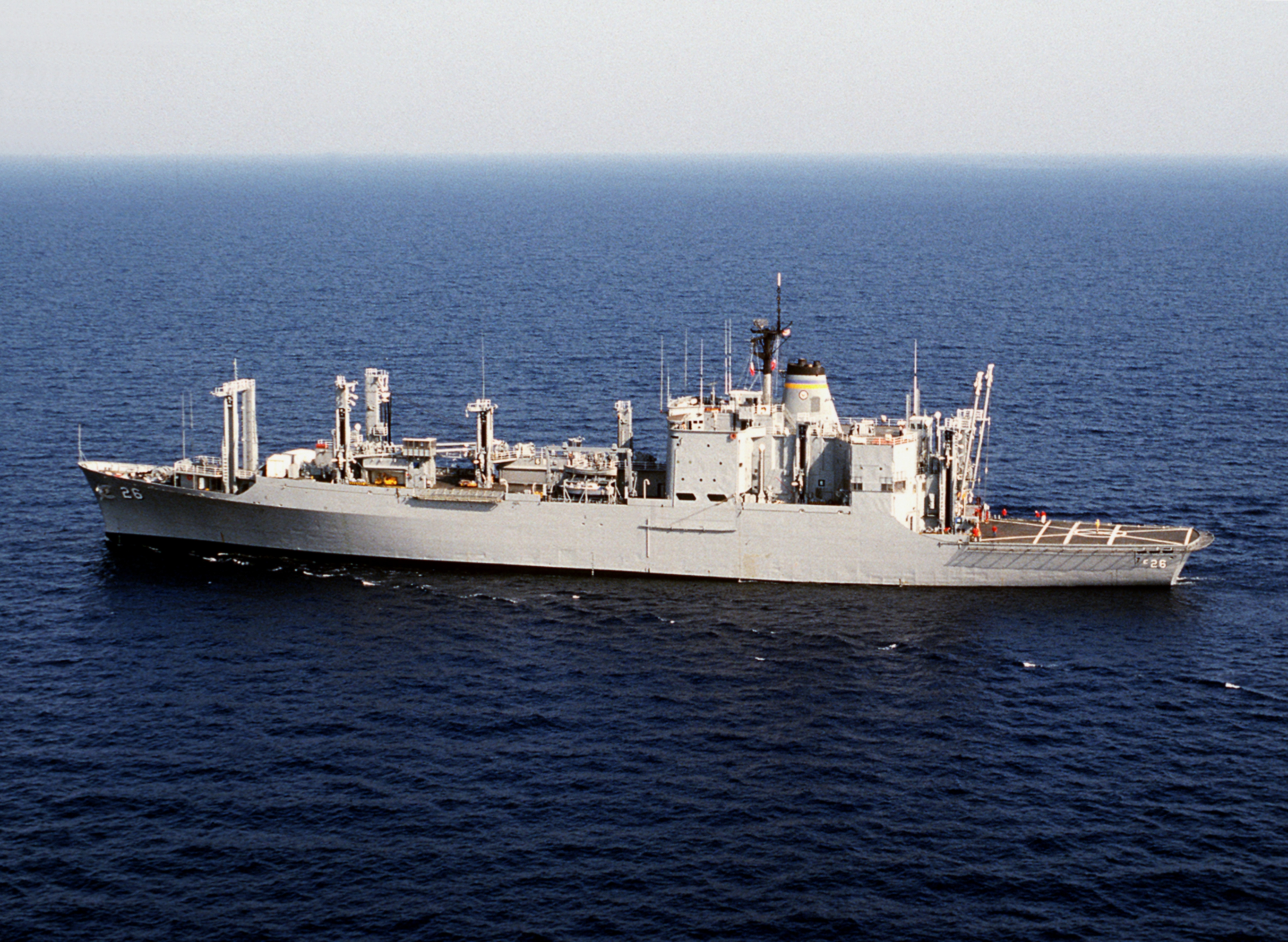
Muniční loď USNS Kilauea (T-AE-26)

- Třída 2LT John P. Bobo (5 ks) – transportní loď
- Třída Kilauea (2 ks) – muniční loď
- Třída Anchorage (4 ks) – výsadková doková loď
- Třída L.Y. Spear (2 ks) – mateřská loď ponorek
- Třída Wichita (6 ks) – zásobovací tanker
- Třída Neosho (1 ks) – tanker
- USS Northampton (CLC-1) – velitelská loď
- Třída LST-542 (24 ks) – tanková výsadková loď
- Třída LST-1 (22 ks) – tanková výsadková loď
- Třída Crosley (6 ks) – rychlé transporty
- Třída Lake (5 ks) – kutry pobřežní stráže
- USS Fulton (AS-1) – mateřská loď ponorek

- Thomas W. Lawson – nákladní škuner